# Élections législatives tadjikes de 2010

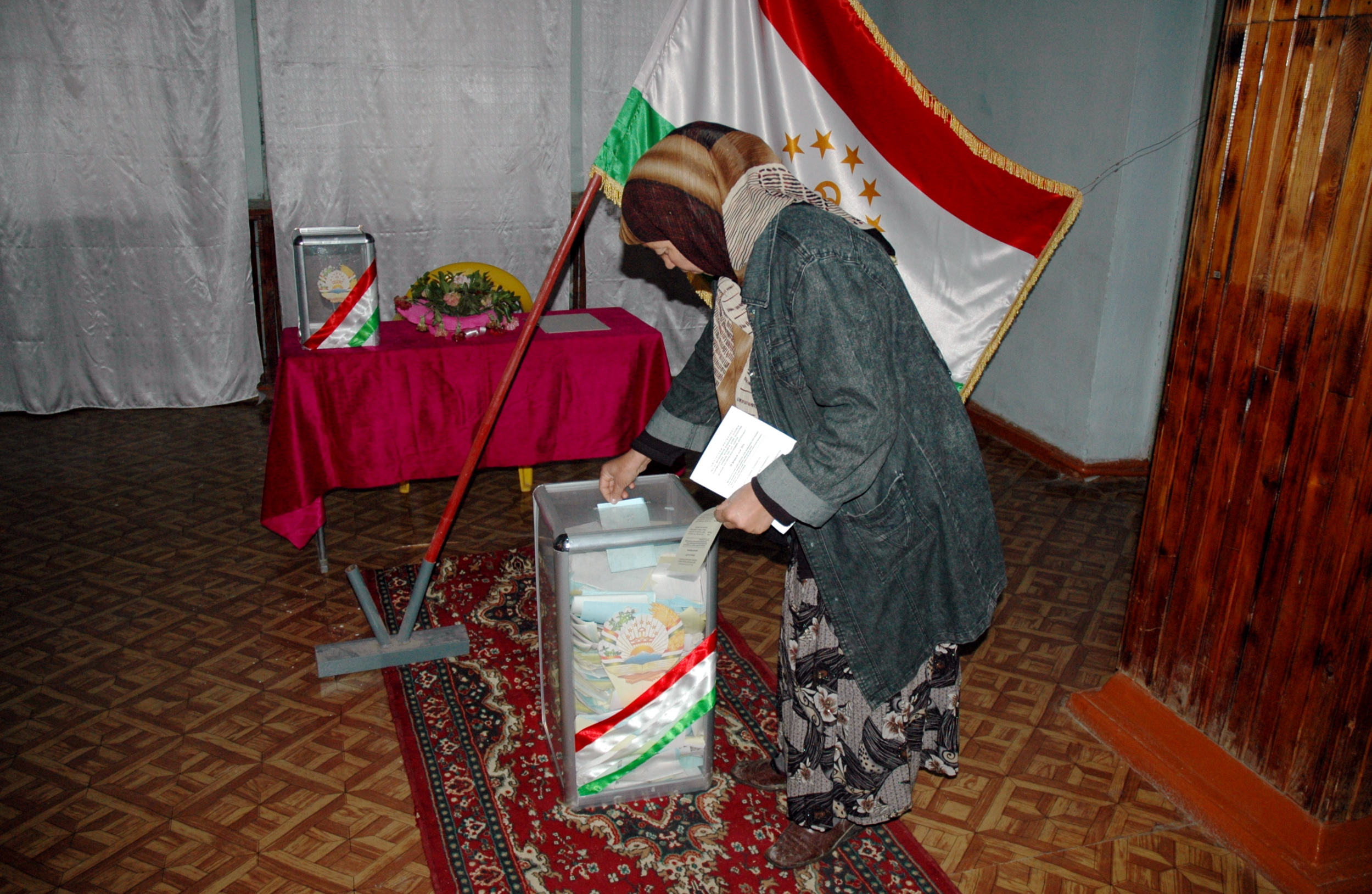
Bureau de vote lors des élections législatives tadjikes de 2010.

Les élections législatives tadjikes de 2010 se sont déroulées le 28 février 2010 pour renouveler la Chambre des représentants.

## Résultats
| Inscrits                                      | Inscrits                 | Inscrits                 | 3 621 174 |             |                      |                      |
| Abstentions                                   | Abstentions              | Abstentions              | 331 797   | 9,16 %      |                      |                      |
| Votants                                       | Votants                  | Votants                  | 3 289 377 | 90,84 %     |                      |                      |
|                                               |                          |                          |           |             |                      |                      |
| Bulletins enregistrés                         | Bulletins enregistrés    | Bulletins enregistrés    | 3 289 377 |             |                      |                      |
| Bulletins blancs ou nuls                      | Bulletins blancs ou nuls | Bulletins blancs ou nuls | 138 506   | 4,21 %      |                      |                      |
| Suffrages exprimés                            | Suffrages exprimés       | Suffrages exprimés       | 3 150 871 | 95,79 %     | 63 sièges à pourvoir | 63 sièges à pourvoir |
|                                               |                          |                          |           |             |                      |                      |
| Liste                                         | Tête de liste            |                          | Suffrages | Pourcentage | Sièges acquis        | Var.                 |
| Parti démocratique populaire                  | Néant                    |                          | 2 321 436 | 73,68 %     | 55 / 63              |                      |
| Parti de la renaissance islamique             | Néant                    |                          | 268 096   | 8,51 %      | 2 / 63               |                      |
| Parti communiste                              | Néant                    |                          | 229 080   | 7,27 %      | 2 / 63               |                      |
| Parti agraire                                 | Néant                    |                          | 166 935   | 5,3 %       | 2 / 63               |                      |
| Parti des réformes économiques du Tadjikistan | Néant                    |                          | 165 324   | 5,25 %      | 2 / 63               |                      |